# Prix Femina
Il Prix Femina è un premio letterario francese creato nel 1904 da 22 scrittori della rivista La Vie heureuse (oggi conosciuta come Femina). Il premio viene assegnato ogni anno da una giuria esclusivamente femminile.  Il vincitore viene annunciato il primo giovedì di novembre di ogni anno presso l'hôtel de Crillon di Parigi.
Il Prix Femina viene spesso scritto Prix Fémina ma la grafia ufficiale è priva di accento anche in francese.

## Lista dei vincitori
Esistono quattro categorie: Prix Femina, Prix Femina Essai, Prix Femina Étranger (romanzi stranieri), Prix Femina des lycéens.

### Prix Femina
- 1904 : La Conquête de Jérusalem - Myriam Harry
- 1905 : Gian-Cristoforo (Jean-Christophe) - Romain Rolland
- 1906 : Gemmes et moires - André Corthis
- 1907 : Princesses de science - Colette Yver
- 1908 : La Vie secrète - Édouard Estaunié
- 1909 : Le reste est silence - Edmond Jaloux
- 1910 : Marie-Claire (Marie-Claire) - Marguerite Audoux
- 1911 : Le Roman du malade - Louis de Robert
- 1912 : Feuilles mortes - Jacques Morel
- 1913 : La Statue voilée - Camille Marbo
- 1914 : non assegnato
- 1915 : non assegnato
- 1916 : non assegnato
- 1917 : L'Odyssée d'un transport torpillé - René Milan
- 1918 : Le Serviteur - Henri Bachelin
- 1919 : Les Croix de bois - Roland Dorgelès
- 1920 : Le Jardin des Dieux - Edmond Gojon
- 1921 : Cantegril - Raymond Escholier
- 1922 : Silbermann - Jacques de Lacretelle
- 1923 : Les Allongés - Jeanne Galzy
- 1924 : Le Bestiaire sentimental - Charles Derennes
- 1925 : Jeanne d'Arc - Joseph Delteil
- 1926 : Prodige du coeur - Charles Silvestre
- 1927 : Grand-Louis l'innocent - Marie Le Franc1928 : Georgette Garou - Dominique DunoisMarguerite Audoux nel 1910.

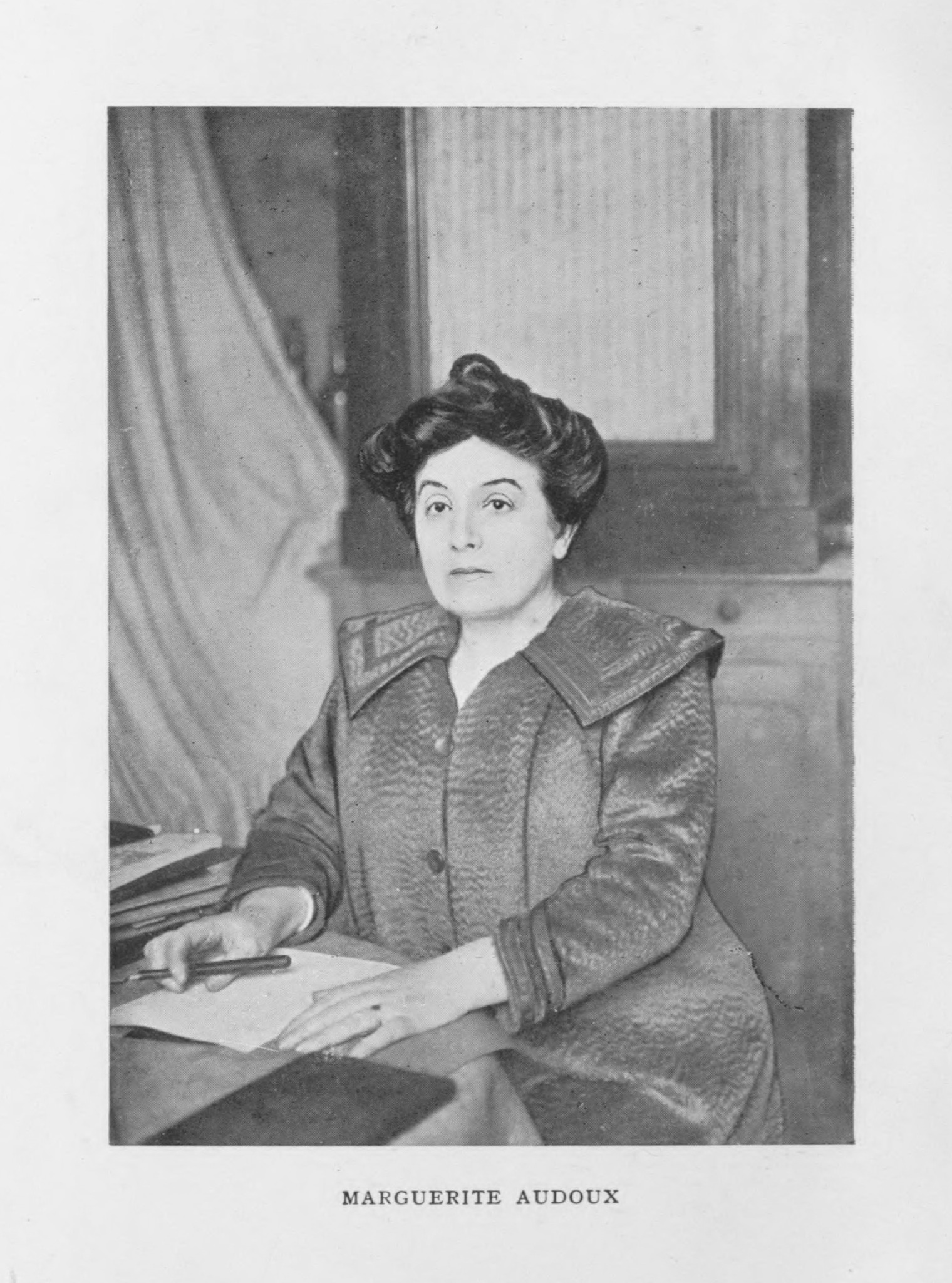
Marguerite Audoux nel 1910.

- 1929 : La gioia (La Joie) - Georges Bernanos
- 1930 : Cécile de la Folie - Marc Chadourne
- 1931 : Volo di notte (Vol de nuit) - Antoine de Saint-Exupéry
- 1932 : Le Pari - Ramon Fernandez
- 1933 : Claude - Geneviève Fauconnier
- 1934 : Le Bateau-refuge - Robert Francis
- 1935 : Bénédiction - Claude Silve
- 1936 : Sangs - Louise Hervieu
- 1937 : Campagne - Raymonde Vincent
- 1938 : Caroline ou le Départ pour les îles - Félix de Chazournes
- 1939 : La Rose de la mer - Paul Vialar
- 1940 : non assegnato
- 1941 : non assegnato 1942 : non assegnato
- 1943 : non assegnato
- 1944 : assegnato alle Éditions de Minuit
- 1945 : Le Chemin du soleil - Anne-Marie Monnet
- 1946 : Le Temps de la longue patience - Michel Robida
- 1947 : Bonheur d'occasion - Gabrielle Roy
- 1948 : Les Hauteurs de la ville - Emmanuel Roblès
- 1949 : La Dame de coeur - Maria Le Hardouin
- 1950 : La Femme sans passé - Serge Groussard
- 1951 : Jabadao (Jabadao) - Anne de Tourville
- 1952 : La morte in festa (Le Souffle) - Dominique Rolin
- 1953 : La Pierre angulaire - Zoé Oldenbourg
- 1954 : La Machine humaine - Gabriel Véraldi
- 1955 : Il paese dove non si arriva mai (Le pays où l'on arrive jamais) - André Dhôtel
- 1956 : Les Adieux - François-Régis Bastide 1957 : Le Carrefour des solitudes - Christian Megret
- 1958 : L'Empire céleste - Françoise Mallet-Joris
- 1959 : Au pied du mur - Bernard Privat
- 1960 : La Porte retombée - Louise Bellock
- 1961 : Le Promontoire - Henri Thomas
- 1962 : Le Sud - Yves Berger
- 1963 : La Nuit de Mougins - Roger Vrigny
- 1964 : Le Faussaire - Jean Blanzat
- 1965 : Qualcuno (Quelqu'un) - Robert Pinget
- 1966 : Nature morte devant la fenêtre - Irène Monesi

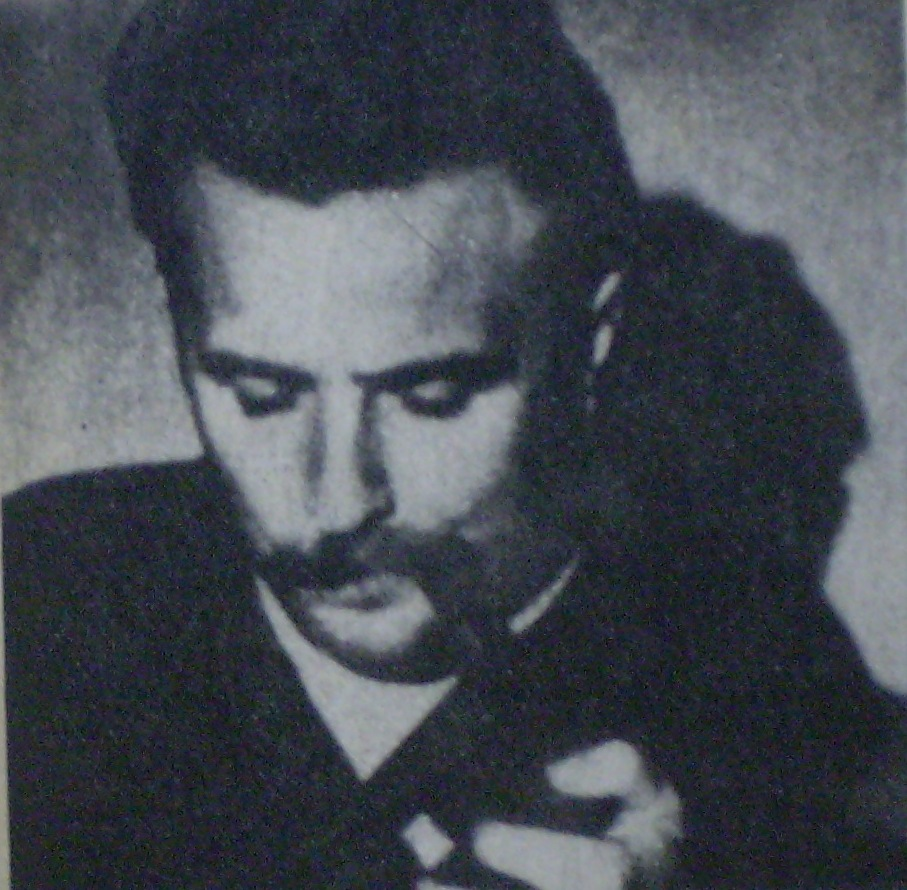
Régis Debray nel 1977.

- 1967 : Elisa o la vera vita (Élise ou la Vraie Vie) - Claire Etcherelli

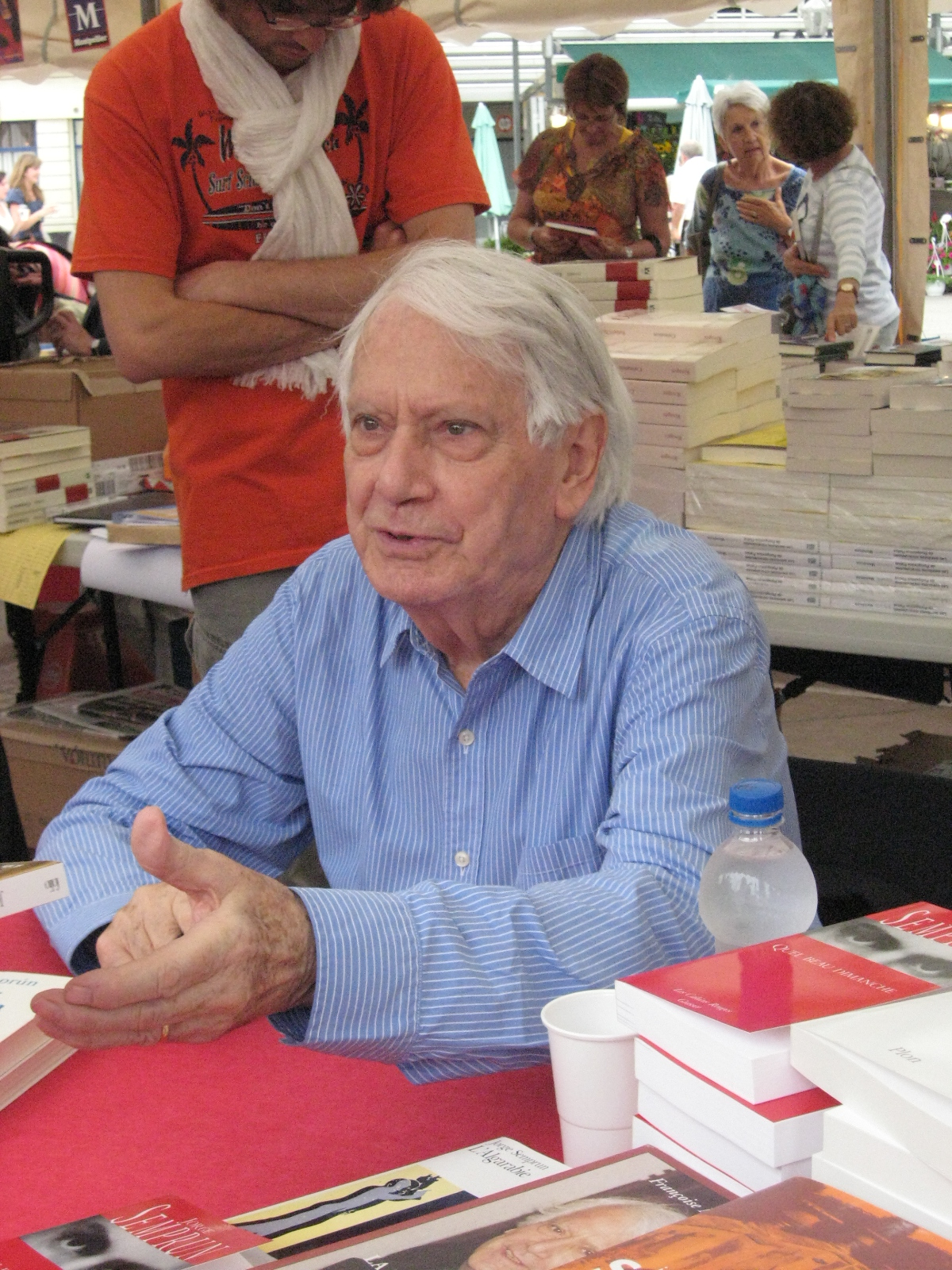
Jorge Semprún nel 2009.

- 1968 : L'opera al nero (L'Oeuvre au noir) - Marguerite Yourcenar
- 1969 : La seconda vita di Ramón Mercader (La Deuxième Mort de Ramón Mercader) - Jorge Semprún
- 1970 : La Crève - François Nourissier
- 1971 : La Maison des Atlandes - Angelo Rinaldi
- 1972 : Ciné-roman - Roger Grenier
- 1973 : Juan Maldonne - Michel Dard
- 1974 : L'Imprécateur - René-Victor Pilhes
- 1975 : Le Maître d'heure - Claude Faraggi
- 1976 : Le Trajet - Marie-Louise Haumont
- 1977 : La gringa (La neige brûle) - Régis Debray
- 1978 : Un amour de père - François Sonkin
- 1979 : Le Guetteur d'ombre - Pierre Moinot
- 1980 : Joue-nous España - Jocelyne François
- 1981 : Le Grand Vizir de la nuit - Catherine Hermary-Vieille
- 1982 : L'ultimo giorno dell'estate (Les Fous de Bassan) - Anne Hébert
- 1983 : Riche et légère - Florence Delay
- 1984 : Tous les soleils - Bertrand Visage
- 1985 : Senza la misericordia di Cristo (Sans la miséricorde du Christ) - Héctor Bianciotti
- 1986 : L'Enfer - René Belletto
- 1987 : L'Égal à Dieu - Alain Absire
- 1988 : Le Zèbre - Alexandre Jardin
- 1989 : Jours de colère - Sylvie Germain
- 1990 : Nous sommes éternels - Pierrette Fleutiaux
- 1991 : Déborah et les anges dissipés - Paula Jacques
- 1992 : Aden - Anne-Marie Garat
- 1993 : L'Oeil du silence - Marc Lambron
- 1994 : Port-Soudan (Port-Soudan) - Olivier Rolin
- 1995 : La settimana bianca (La Classe de neige) - Emmanuel Carrère
- 1996 : Week-end de chasse à la mère - Geneviève Brisac
- 1997 : Amour noir - Dominique Noguez
- 1998 : Le parole di Tianyi (Le Dit de Tianyi) - François Cheng
- 1999 : Anchise - Maryline Desbiolles
- 2000 : Tra le braccia sue (Dans ces bras-là) - Camille Laurens
- 2001 : Rosie Carpe (Rosie Carpe) - Marie Ndiaye
- 2002 : Addio mia regina (Les adieux à la reine) - Chantal Thomas
- 2003 : Le complexe de Di - Dai Sijie
- 2004 : Une vie française - Jean-Paul Dubois
- 2005 : Asiles de fous - Régis Jauffret
- 2006 : Un difetto impercettibile (Lignes de faille) - Nancy Huston
- 2007 : Baisers de cinéma - Eric Fottorino
- 2008 : Dove andiamo, papà? (Où on va, papa?) - Jean-Louis Fournier
- 2009 : Personne - Gwenaëlle Aubry
- 2010 : La vita è breve e il desiderio infinito (La vie est brève et le désir sans fin) - Patrick Lapeyre
- 2011 : Jayne Mansfield 1967 (Jayne Mansfield 1967)- Simon Liberati
- 2012 : Peste & Colera (Peste et Choléra) - Patrick Deville
- 2013 : La stagione dell'ombra (La Saison de l'ombre) - Léonora MianoNancy Huston nel 2006.

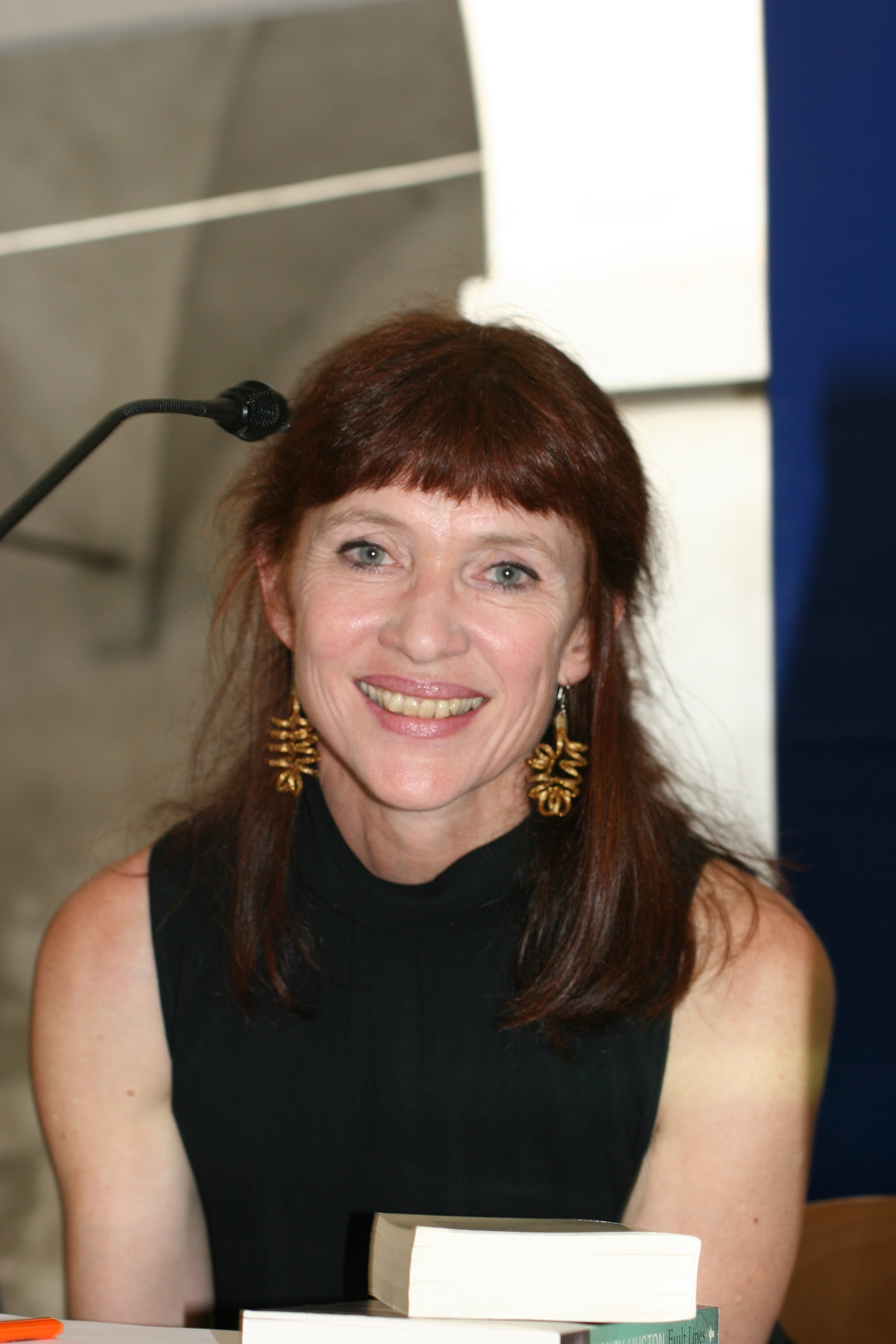
Nancy Huston nel 2006.

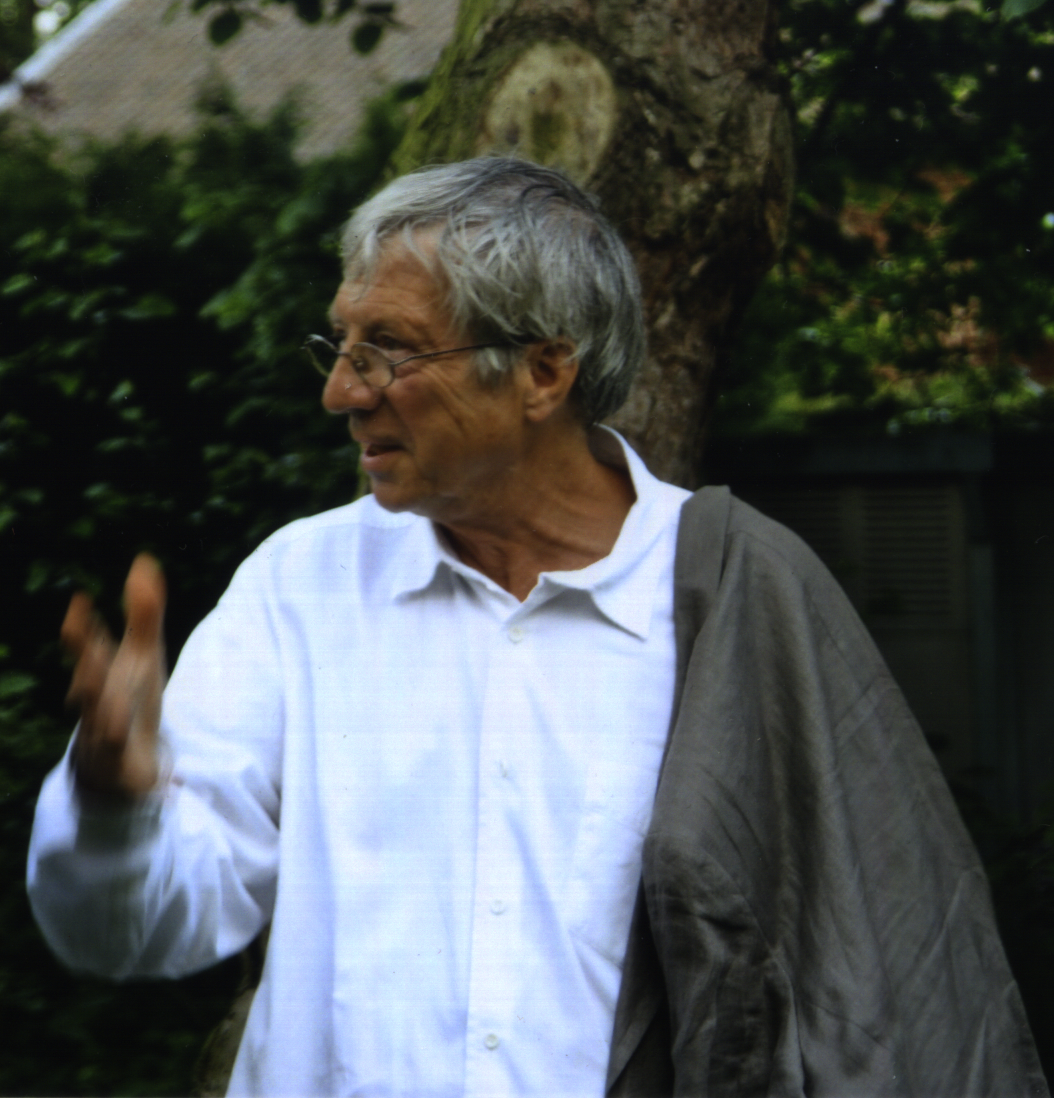
Jean-Louis Fournier nel 2008.

- 2014 : Bagno di luna (Bain de lune) - Yanick Lahens
- 2015 : La cache - Christophe Boltanski
- 2016 : Il ragazzo (Le Garçon) - Marcus Malte
- 2017 : La Serpe - Philippe Jaenada
- 2018 : Le Lambeau - Philippe Lançon
- 2019 : Vite di passaggio (Par les routes) - Sylvain Prudhomme
- 2020 : Nature humaine - Serge Joncour[2]
- 2021 : Adattarsi (S'adapter) - Clara Dupont-Monod[3]
- 2022 : Un chien à ma table - Claudie Hunzinger[4]
- 2023 : Triste tigre - Neige Sinno[5]

### Prix Femina Essai
- 2002 : Massoud - Michael Barry
- 2003 : Une saison de machettes - Jean Hatzfeld
- 2004 : L'Indiscrétion des frères Goncourt - Roger Kempf
- 2005 : L'ensauvagement - Thérèse Delpech
- 2006 : Qui dit je en nous? - Claude Arnaud
- 2007 : L'encre du voyageur - Gilles Lapouge
- 2008 : Voix off - Denis Podalydès
- 2009 : Histoire de chambres - Michelle Perrot
- 2010 : Élisée Reclus : géographe, anarchiste, écologiste - Jean-Didier Vincent
- 2011 : L'Homme qui se prenait pour Napoléon : Pour une histoire politique de la folie - Laure Murat
- 2012 : Ethno-roman - Tobie Nathan
- 2013 : Dictionnaire amoureux de Marcel Proust - Jean-Paul Enthoven e Raphaël Enthoven
- 2014 : Et dans l'éternité je ne m'ennuierai pas - Paul Veyne
- 2015 : Claude Lévi-Strauss - Emmanuelle Loyer
- 2016 : Charlotte Delbo, la vie retrouvée - Ghislaine Dunant
- 2017 : Mes pas vont ailleurs - Jean-Luc Coatalem
- 2018 : Gaspard de la nuit - Élisabeth de Fontenay
- 2019 : Giono, furioso - Emmanuelle Lambert
- 2020 : Joseph Kabris ou les Possibilités d'une vie - Christophe Granger
- 2021 : Un étranger nommé Picasso - Annie Cohen-Solal
- 2022 : Tombeaux - Annette Wieviorka
- 2023 : La Colère et l'Oubli - Hugo Micheron

### Prix Femina Étranger
- 1985 : Michael K, sa vie, son temps (La vita e il tempo di Michael K) - John Maxwell Coetzee
- 1986 : Bethsabée - Torgny Lindgren
- 1987 : Mouflets - Susan Minot
- 1988 : La Boîte noire (La scatola nera) - Amos Oz
- 1989 : La Vérité sur Lorin Jones - Alison Lurie
- 1990 : Matin perdu - Vergílio Ferreira
- 1991 : Ce vaste monde - David Malouf
- 1992 : Talking It Over. - Julian Barnes[6][7];
- 1993 : L'Enfant volé (Bambini nel tempo) - Ian McEwan
- 1994 : Royaume interdit - Rose Tremain
- 1995 : Rouge décanté - Jeroen Brouwers
- 1996 : Demain dans la bataille, pense à moi (Domani nella battaglia pensa a me) - Javier Marías
- 1997 : La Capitale déchue - Jia Pingwa
- 1998 : Pleine Lune - Antonio Muñoz Molina
- 1999 : Le Bouddha blanc - Hitonari Tsuji
- 2000 : Mon Frère - Jamaica Kincaid
- 2001 : Mauvaise Pente - Keith Ridgway
- 2002 : Montedidio (Montedidio) - Erri De Luca
- 2003 : La porte - Magda Szabó
- 2004 : Sang impur - Hugo Hamilton
- 2005 : Les chutes (Le cascate) - Joyce Carol Oates
- 2006 : L'Histoire de Chicago May - Nuala O'Faolain
- 2007 : Le goût de la mère - Edward St Aubyn
- 2008 : Chaos calme (Caos calmo) - Sandro Veronesi
- 2009 : Maurice à la poule - Matthias Zschokke
- 2010 : Purge - Sofi Oksanen
- 2011 : Dire son nom - Francisco Goldman
- 2012 : Certaines n'avaient jamais vu la mer - Julie Otsuka
- 2013 : Canada - Richard Ford
- 2014 : Ce qui reste de nos vies - Zeruya Shalev
- 2015 : Sete - Kerry Hudson
- 2016 : Les vies de papier - Rabih Alameddine
- 2017 : Ecrire pour sauver une vie, le dossier Louis Till - John Edgar Wideman
- 2018 : La Neuvième Heure (L'ora nona) - Alice McDermott
- 2019 : Ordesa (In tutto c'è stata bellezza) - Manuel Vilas
- 2020 : Le Coût de la vie e Ce que je ne veux pas savoir - Deborah Levy
- 2021 : Madame Hayat - Ahmet Altan
- 2022 : La Dépendance (La seconda casa) - Rachel Cusk
- 2023 : La Sentence (L'anno che bruciammo i fantasmi) - Louise Erdrich

### Prix Femina de lycéens
- 2016 : Tropique de la violence - Nathacha Appanah
- 2017 : Ma Reine - Jean-Baptiste Andrea
- 2018 : Je voudrais que la nuit me prenne - Isabelle Desesquelles
- 2019 : La Chaleur - Victor Jestin
- 2020 : Ce qu'il faut de nuit - Laurent Petitmangin
- 2021 : Le Rire des déesses - Ananda Devi
- 2022 : Tenir sa langue - Polina Panassenko
- 2023: Ce que je sais de toi - Éric Chacour[8]

### Statistiche
| Paese       | Numero di vincitori |
| ----------- | ------------------- |
| Stati Uniti | 11                  |
| Regno Unito | 8                   |
| Spagna      | 3                   |
| Irlanda     | 2                   |
| Italia      | 2                   |
| Israele     | 2                   |
| Australia   | 1                   |
| Cina        | 1                   |
| Finlandia   | 1                   |
| Giappone    | 1                   |
| Paesi Bassi | 1                   |
| Portogallo  | 1                   |
| Svezia      | 1                   |
| Svizzera    | 1                   |
| Ungheria    | 1                   |
| Sudafrica   | 1                   |
| Turchia     | 1                   |